# Svolvær

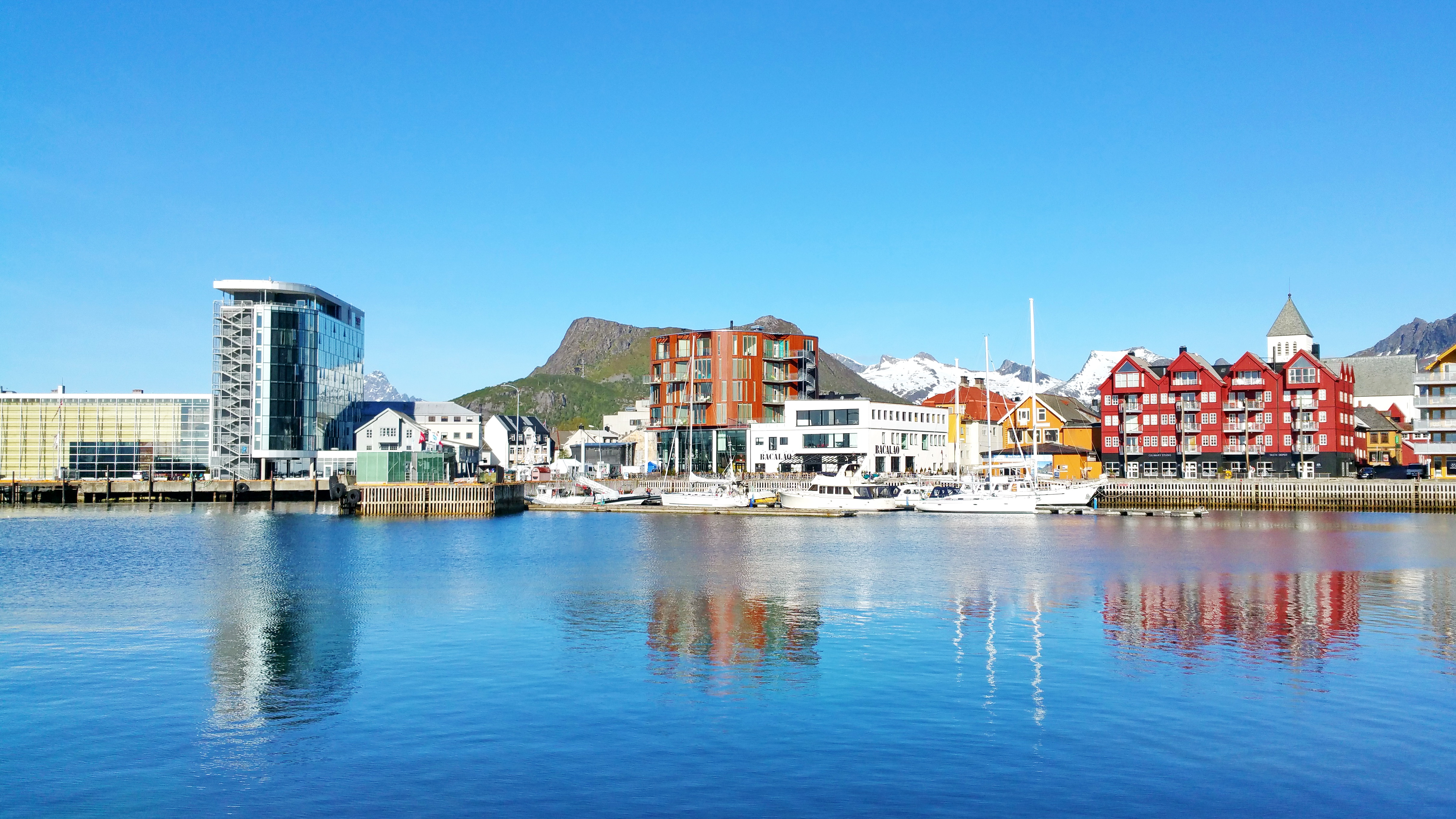
Hafen und Zentrum von Svolvær (Juni 2016)

Svolværⓘ ist eine Stadt in Norwegen. Svolvær bildet das Verwaltungszentrum der Kommune Vågan in der nordnorwegischen Provinz Nordland. Mit 4775 Einwohnern ist sie die größte Stadt der Inselgruppe Lofoten. Hier lebt rund die Hälfte der gesamten Bevölkerung der Gemeinde Vågan. Wahrzeichen von Svolvær ist die Felsformation Svolværgeita (Erstbesteigung 1910) auf dem Berg Fløya mit zwei 1,80 m auseinanderstehenden Felsspitzen.

## Geographie

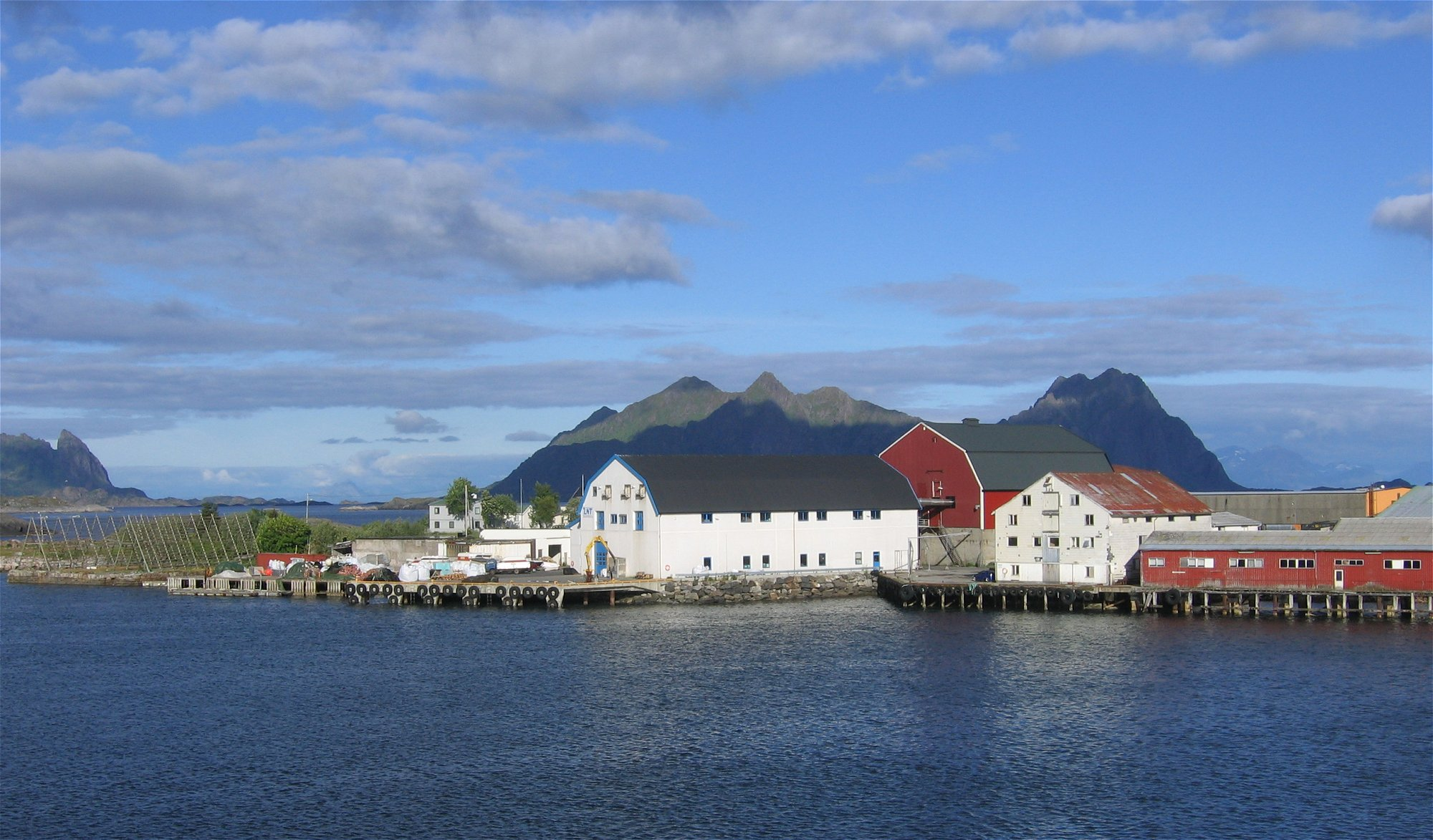
Hafen von Svolvær im Juni 2008

### Lage
Svolvær befindet sich im Südosten der Insel Austvågøy am Vestfjord. Es entstand auf der flachen, lang gestreckten Landzunge am Fuß des Fløya. Von hier aus vergrößerte sich das Fischerdorf auf das umliegende Festland und die Inseln Kjeøya und Svinøya sowie auf mehrere kleine Holme. Im Nordosten erstreckt sich eine Bergkette mit den Bergen Blåtinden, Fløya und Svolen. Im Nordwesten bildet die Bergkette mit dem Løva und dem Kongstinden ein ähnlich hohes Massiv. Zwischen den beiden Höhenrücken liegen die Seen Øvre und Nedre Svolværvatnet. Im Südwesten trennt der Tjeldbergtinden Svolvær vom nur rund 3 km entfernten Ort Kabelvåg.

### Klima
Durch den Golfstrom ist das Klima Svolværs milder als das anderer Orte, die auf dem gleichen Breitengrad liegen (Alaska oder Grönland). Die Durchschnittstemperatur beträgt im Juli +13,9 °C und im Januar +1,8 °C. Die Monate mit dem geringsten Niederschlag sind Mai und Juni mit durchschnittlich 40 mm Niederschlag. Laut Köppens Klimaklassifikation hat Svolvær ein ozeanisches Klima (Cfb), welches sonst typischerweise Orte besitzen, die bis zu dreißig Breitengrade weiter südlich liegen.

## Geschichte

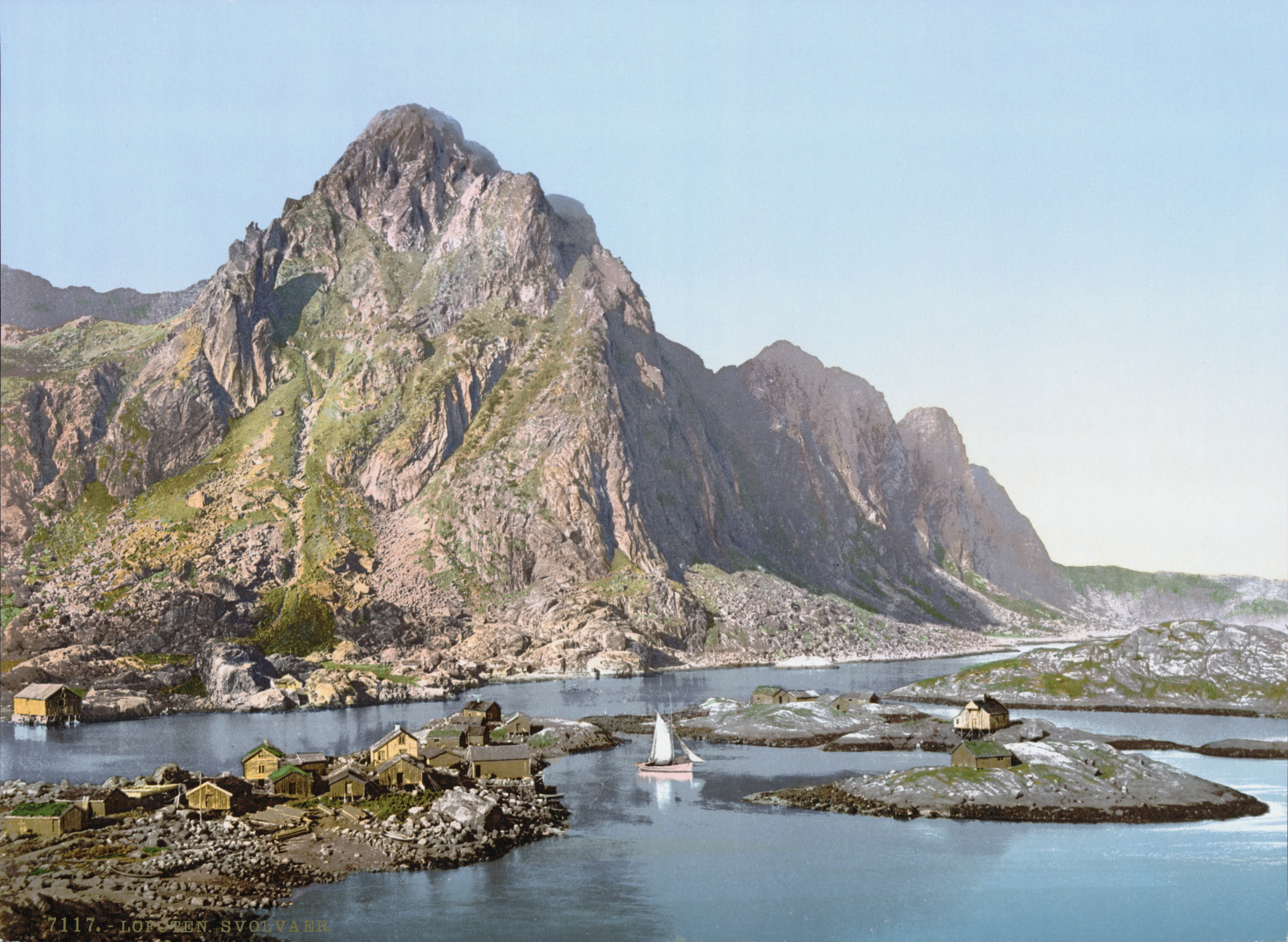
Svolvær zwischen 1890 und 1905

Svolvær wurde im Jahr 1573 unter dem Namen Sválvær in den Krongütern verzeichnet und verblieb dort bis 1763. Hauptsächlich betrieb man Fischfang und Viehzucht, vornehmlich auf den Inseln Svinøya und Kjeøya. Des Weiteren wurde der Ort zu einer zentralen Anlaufstelle für Seefahrer. 1781 erhielt das Gut Svolvær das Privileg ein Gasthaus zu betreiben.
1831 ließ sich der Kaufmann Lars Todal Walnum Berg, Vater vom Maler Gunnar Berg, in Svolvær nieder, was sich positiv auf die Entwicklung des Ortes auswirkte. Die Einwohnerzahl des Ortes stieg und am Ende des 19. Jahrhunderts wurde über die Erhebung Svolværs zu einer Stadt diskutiert. 1918 erhielt Svolvær den Titel ladested und wurde zu einer eigenständigen Kommune. Das bedeutet, dass Svolvær ab diesem Zeitpunkt Handelsrechte besaß und den gesetzmäßigen Bestimmungen für Ausbau und Planlegung einer Stadt unterlag. Der Titel ladested ist jedoch nicht mit dem Titel kjøpstad zu verwechseln, einer Handelsstadt mit vollwertigen Rechten und Privilegien.

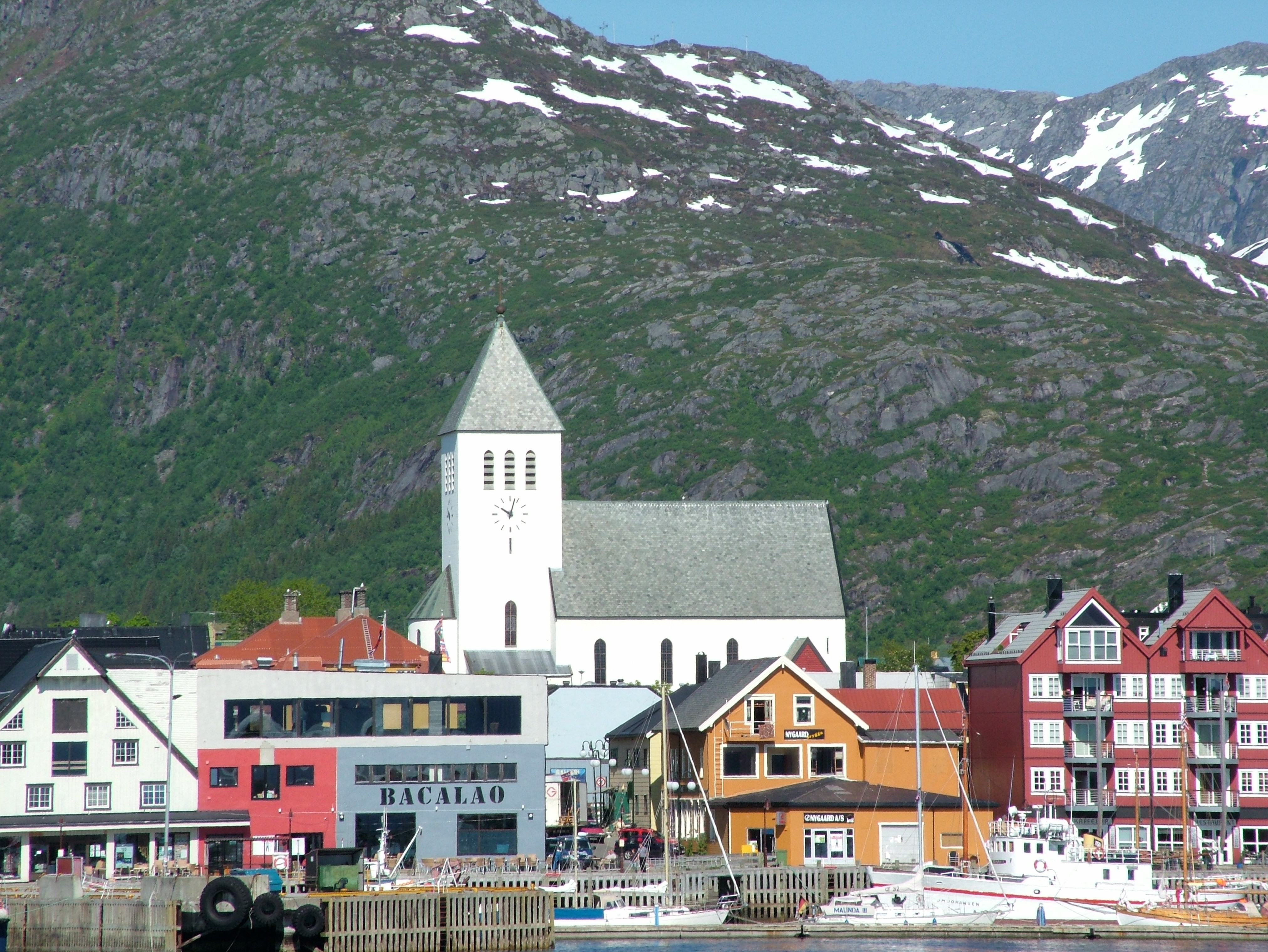
Svolvær im Juni 2005

Über die 1920er Jahre hinaus wurde ein Generalplan für die Stadt entwickelt und umgesetzt, an dem unter anderem der Professor Sverre Pedersen von der NTH beteiligt war.
Während des Zweiten Weltkriegs besetzten deutsche Truppen die Lofoten, darunter auch Svolvær. Am 4. März 1941 fielen britische Einheiten in den besetzten Küstenstädten ein und siegten über die deutschen Besatzer. Ein Teil des Ortes wurde durch einen Brand zerstört. Das Unternehmen ging als Operation Claymore in die Geschichte ein und ist in Norwegen als Lofotraid bekannt.
1952 bewirkte man bei einer Stortingwahl die Änderung des Grundgesetzes, bei der die Einteilung in ladested und kjøpstad-Gebiete aufgehoben wurde. Das hatte zur Folge, dass alle bis dahin rechtlich bestehenden Unterschiede beider Titel aufgehoben waren. Nach und nach wurden sie durch den Begriff Stadt abgelöst. Die Kommune Svolvær blieb bis 1964 bestehen. Sie wurde zusammen mit der Gemeinde Gimsøy zur Vågan Kommune zusammengeschlossen. Erst 1997 gewährte die Gemeinde Svolvær das Stadtrecht.

## Verwaltung
Das Lofoten tingrett hat seinen Sitz in Svolvær. Das Tingrett ist die Unterste der drei Instanzen der norwegischen Rechtsprechung. Es ist mit Amts- und Landesgerichten in Deutschland zu vergleichen. Die Svølvær Polizeiwache ist für den Bereich Midtre Hålogaland verantwortlich. In der Stadt befindet sich des Weiteren eine Kontrollinstanz der Fischereibehörde. Sie leitet die Verwaltung der Lofotenfischerei und unterhält die Abteilung für Schiffkontrollen.

## Wirtschaft und Infrastruktur

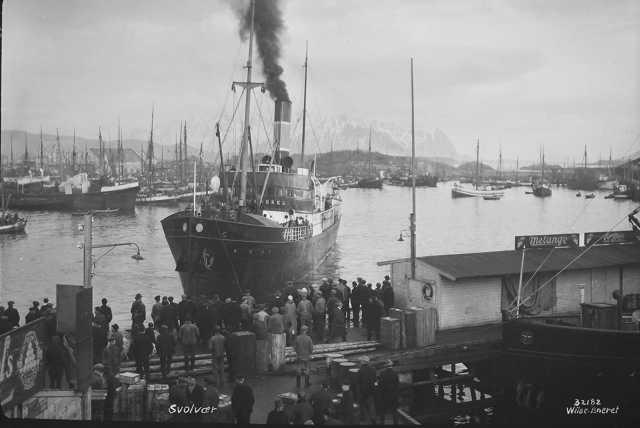
Hurtigrutenschiff Finmarken in Svolvær im Jahr 1928

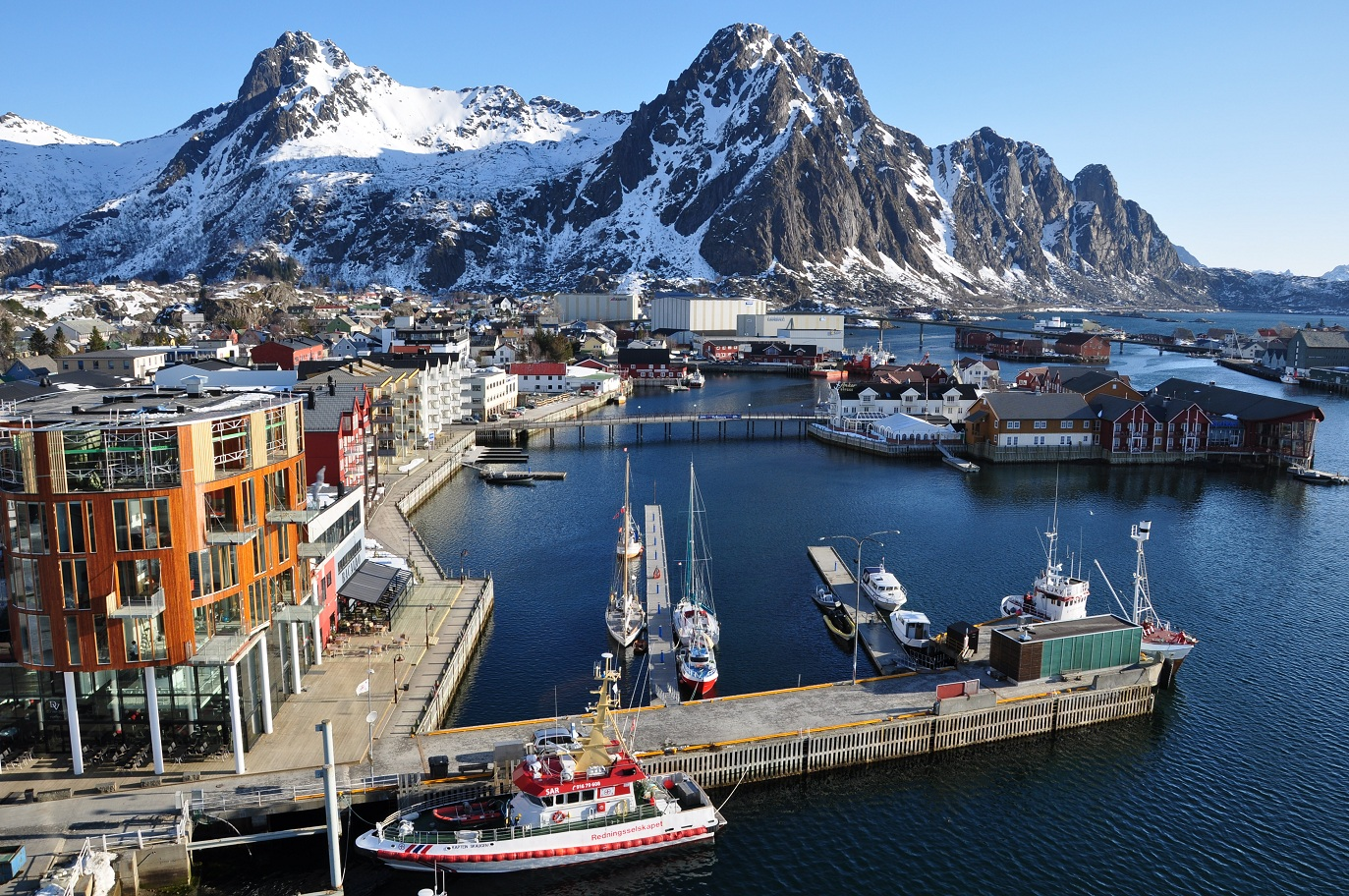
Svolvaer Hafenpromenade, 2010

### Verkehr
Straßenverkehr
Durch die Stadt verläuft die Europastraße 10, über die fährfrei, durch Tunnel und über Brücken, das Festland erreicht werden kann. Eine Autofähre verkehrt von Svolvær über Skrova nach Skutvik in der Gemeinde Hamarøy und schafft so einen Anschluss an die Europastraße 6.
Innerhalb der Stadt verkehrt eine Buslinie.
Schiffsverkehr
Nach Bodø und Narvik verkehrt eine Schnellbootlinie. Seit 1893 ist Svolvær Anlegestelle der Hurtigruten-Schiffe auf ihrer Route Bergen-Kirkenes und zurück.
Rund um die Stadt sichern mehrere Leuchtfeuer die Einfahrt in den Hafen.
Flugverkehr
Der Flughafen Svolvær, von dem u. a. Direktflüge nach Bodø angeboten werden, liegt rund sechs Kilometer vom Stadtzentrum entfernt auf der Landzunge Helle, östlich der Stadt. Auf Grund seiner kurzen Landebahn können hier nicht alle Flugzeugtypen landen.

### Wirtschaft

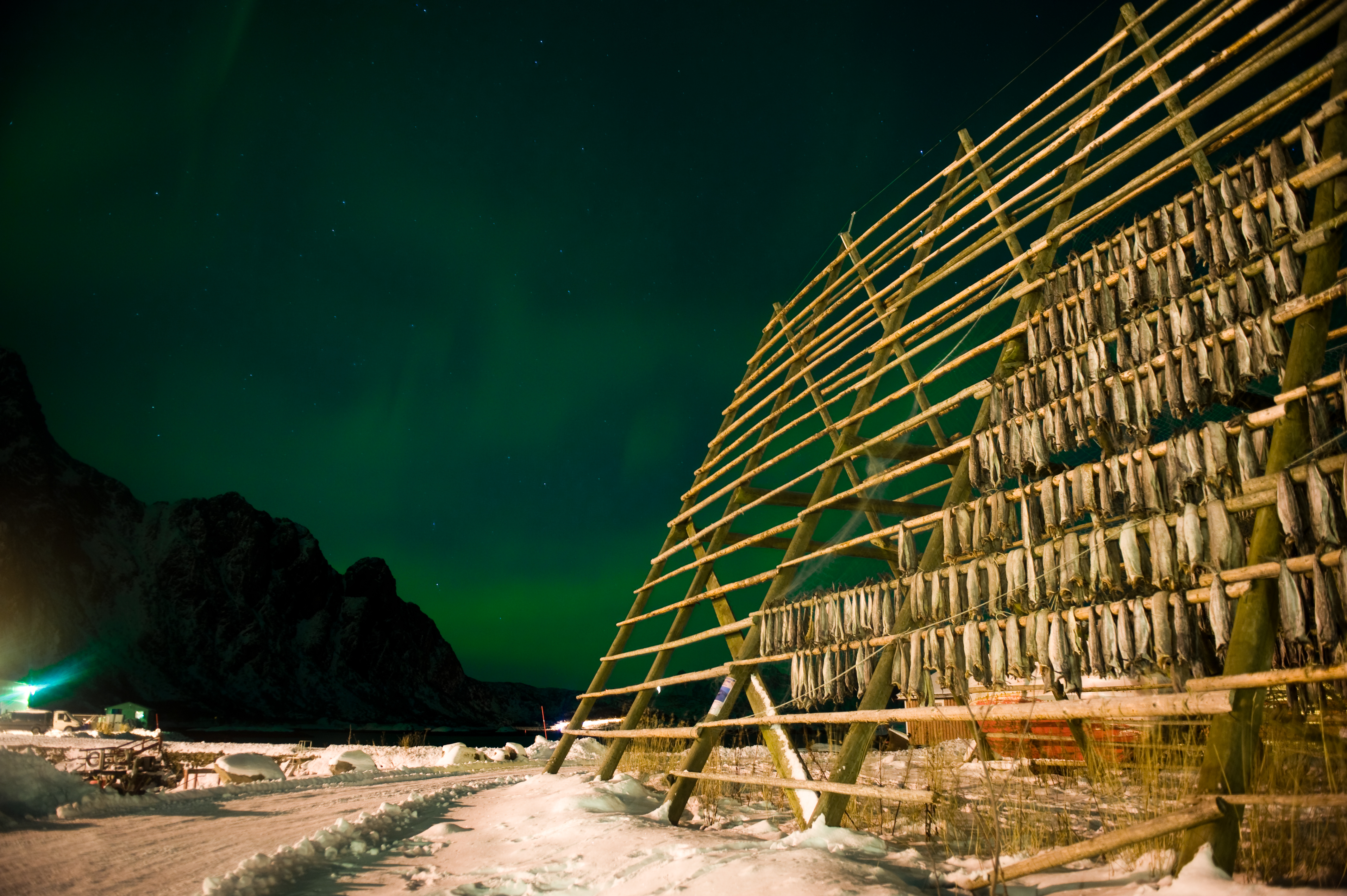
Stockfisch auf Trocknungsgestellen, Nordlichter am Nachthimmel, 2010

Die Einwohner Svolværs leben hauptsächlich vom Fischfang und hier insbesondere vom Kabeljaufang. In den 1920er Jahren waren rund 7800 Fischer registriert. An Sonntagen während der Hauptfangzeit, von Januar bis April, stieg die Zahl der Fischer jedoch leicht auf 12.000 an. Im Jahre 1947 waren 20.000 Fischer beschäftigt. Heute sind es ca. 3000, die in der Hauptfangzeit bis zu 50.000 t Kabeljau fangen. Rund um die Fischerei hat sich eine Produktion samt Werftbetrieben aufgebaut. Der Kabeljau wird in der Hauptsache zu Stockfisch verarbeitet und in südeuropäische Länder exportiert.
In den letzten zehn Jahren hat der Tourismus eine wachsende Bedeutung für Svolvær gewonnen. Seitdem wandelt sich das Stadtbild grundlegend. Die Stadt investierte in den Neubau von Hotels und Rorbuer und schuf ein vielfältiges Kulturangebot. So besuchen die Lofoten insgesamt ca. 280.000 Touristen pro Jahr.

### Medien
Die Tageszeitung Lofotposten wird in Svolvær herausgegeben. Sie zählt zu den Größten in Nord-Norwegen.

### Bildung
In Svolvær gibt es mehrere Kindergärten. Neben der weiterführenden Schule existieren zwei Grundschulen, die Svolvær barne- og ungdomsskole für die Klassen 1–10 und die Lofoten Montessoriskole für die Klassen 1–7.

## Kultur und Sehenswürdigkeiten

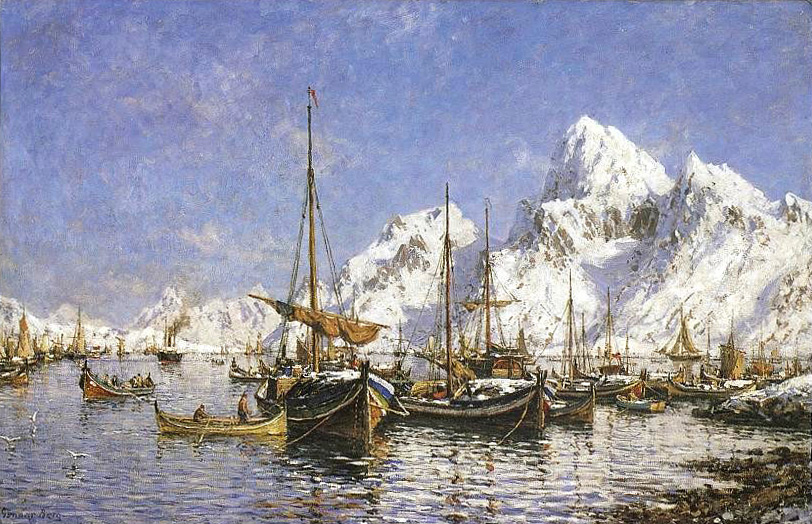
„Der Hafen von Svolvær“ von dem Maler Gunnar Berg

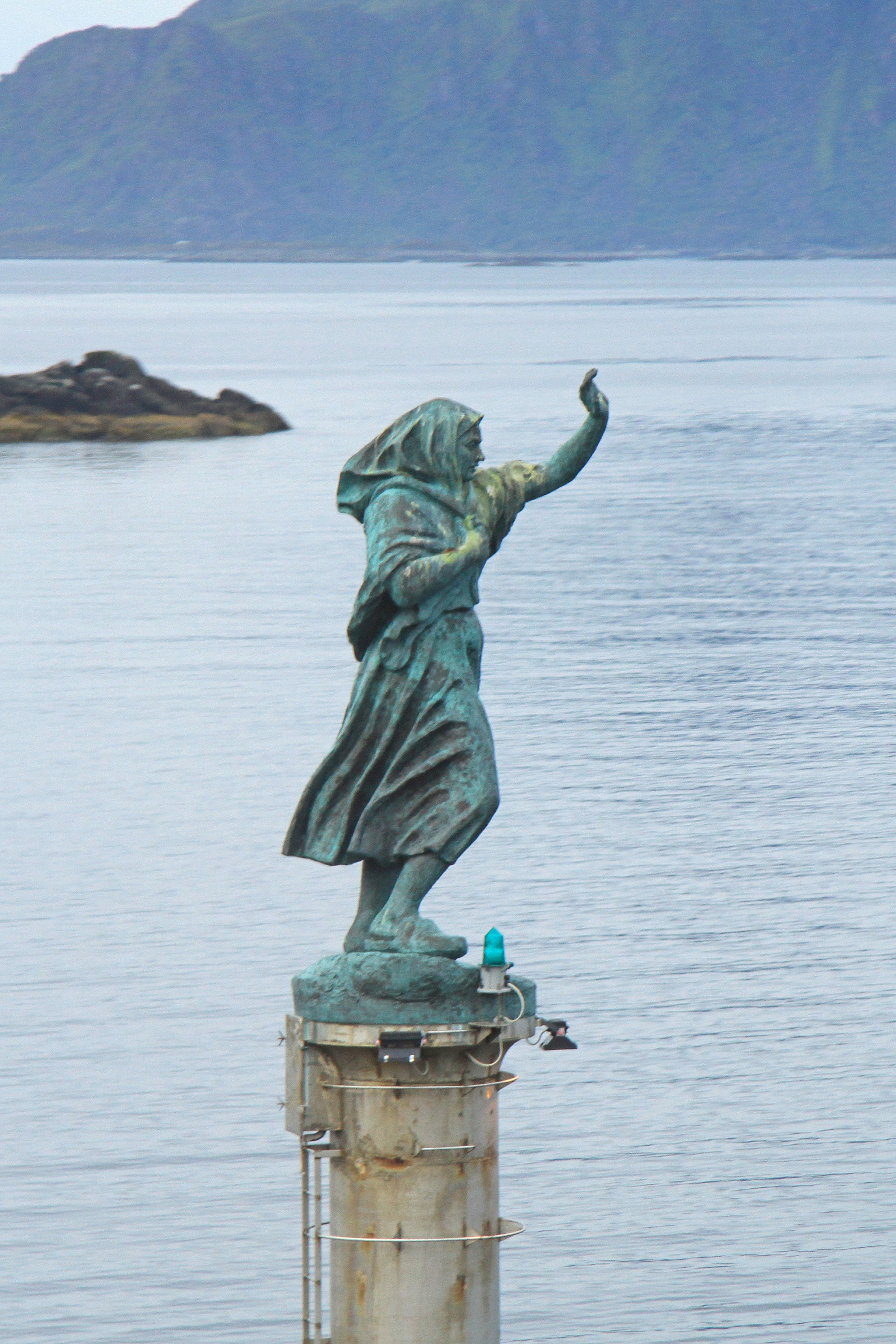
Statue an der Hafeneinfahrt von Svolvær

- Lofoten-Kriegsmuseum – hier werden Dokumente zum Zweiten Weltkrieg ausgestellt
- Kirche von Svolvær

### Künstlerleben
Viele bekannte norwegische Künstler bereisten die Lofoten und Svolvær. Unter ihnen waren Otto Sinding, Dag Rødsand, Anita Greve und Axel Revold. Die Maler Gunnar Berg und Odd Helmersen wuchsen in Svolvær auf. Die Schwedin Anna Boberg kam zum ersten Mal im Jahr 1901 nach Svolvær. Sie baute sich ein Atelier auf dem höchsten Punkt von Svinøya. Viele ihrer Lofotenbilder wurden Anfang des 20. Jahrhunderts in Paris ausgestellt, eines kann in der Nasjonalgallieri in Oslo besichtigt werden. Das Atelier vermachte sie den Bildenden Künstlern Norwegens. Es wurde jedoch während eines deutschen Angriffs zerstört. In der Nachkriegszeit errichtete man ganz im Sinne Bobergs das Kunstnerhuset (deutsch: Künstlerhaus). Dort können Künstler aus der ganzen Welt wohnen und arbeiten. Im Jahr 1979 wurde in Svolvær das Nordnordisk Kunstnersenter gegründet. Es betreibt mehrere Galerien und leitet Ausstellungen und Kunstprojekte in der Bildenden Kunst und im Kunsthandwerk in ganz Nord-Norwegen. Ein weiteres Ziel des Kunstzentrums ist die Förderung von Kindern und Jugendlichen in Sachen Kunst. In Svolvær befinden sich heute noch mehrere Ateliers von in Norwegen bekannten Künstlern. Genannt sei hier das Atelier von Dagfinn Bakke, seine Bilder hängen in einigen Hurtigrutenschiffen.

### Veranstaltungen
Jährlich werden in der Stadt im März die Weltmeisterschaften im Kabeljau-Angeln ausgetragen. Im Jahre 2012 angelte der Sieger einen Fisch mit einem Gewicht von 18,3 Kilogramm.

## Söhne und Töchter der Stadt
- Gunnar Berg (1863–1893), Kunstmaler
- Ellen Einan (1931–2013), Dichterin und Illustratorin
- Kari Bremnes (* 1956), Sängerin und Liedermacherin
- Mathias Normann (* 1996), norwegischer Fußballspieler
- Maria Strømme (* 1970), norwegische Physikerin